# 거금대교
거금대교(居金大橋)는 전라남도 고흥군 금산면 거금도와 도양읍 소록도를 잇는 다리이다. 총 사업비 2732억원을 투입해 2002년 12월에 착공하여 2011년 12월 16일에 완공하였다. 총 연장 2028m이며 이 중 사장교 구간은 1116m, 접속교 구간은 912m를 차지한다. 대한민국 처음으로 자전거·보행자 도로와 차도를 구분한 복층 교량으로 만들어졌다.

## 연혁
- 2002년 12월 : 착공
- 2007년 4월 6일 : 공사중인 교량 상판 일부가 붕괴되어 2명이 사망하고, 3명이 매몰함.[2]
- 2009년 8월 : 거금대교의 주탑 및 교각 공사 완료[3]
- 2011년 12월 16일 : 완공[4]
- 2013년 3월 29일 : 대한토목학회가 시행한 '올해의 토목구조물' 공모전에서 대상 수상.[5]

## 개요
고흥군에서 1994년 국도 제27호선 기점을 도양읍 봉암리에서 금산면 오천리로 연장시킬 것을 건의해 건설부(지금의 국토교통부)에서 이를 수용하여 국도로 승격시키면서 다리의 필요성이 제기되었고, 이에 따라 전라남도에서 섬지역 도로망 확충계획에 따라 이 다리를 건설하게 되었다. 이 다리를 통해 연결된 거금도는 대한민국의 섬 중에서 10번째로 크고, 5000여 명이 살고 있지만 이 다리가 건설되기 전에는 도양읍의 녹동항에서 여객선을 이용해 20~30분 동안 가야 닿을 수 있었으나 2011년 이 다리가 개통되어 사실상 육지가 되었으며 자동차를 이용해 약 5분이면 녹동까지 갈 수 있게 되었다. 이 다리는 대한민국 해상 교량 중 처음으로 자전거 및 보행자 전용 도로와 자동차용 도로를 구분한 복층 구조의 다리로 건설된 점도 특징이다.

## 구성
전체 연장 2028m 중 절반 이상 구간인 1116m가 사장교로 되어 있으며 나머지 912m는 접속교로 구성되어 있다. 접속 도로까지 포함하면 전체 구간 길이는 6.67km 정도가 된다. 다리 중앙에 주탑 2개가 있어 이를 통해 케이블로 연결된 사장교 형태이며, 각 주탑의 높이는 167.5m이고 주탑 사이 거리는 약 480m에 달해 선박이 교량 아래로 드나들 수 있다.
이 다리는 대한민국 해상 교량 중 처음으로 자전거 및 보행자 전용 도로와 자동차용 도로를 구분한 복층 구조의 다리이기도 한데, 위층 구간은 자동차 전용 도로 구간으로 도로 폭은 왕복 2차선에 해당하는 약 13m이다. 아래층은 자전거 및 보행자 전용 도로이나 포장은 자동차 전용 도로처럼 아스팔트로 포장되어 있다.

## 같이 보기
- 국도 제27호선
- 지방도 제830호선